# 加藤カレッティ丈
加藤 カレッティ 丈（かとう カレッティ じょう、Joe Kato Caletti、1998年9月14日 - ）はクアラルンプール出身のプロサッカー選手。Jリーグ・栃木シティFC所属。ポジションはミッドフィールダー

## 来歴
父親の仕事の関係でマレーシア・クアラルンプールに生まれ、その後父親の故郷であるオーストラリアで育った。
FFAセンター・オブ・エクセレンスから2016年1月にAリーグのブリスベン・ロアーFCへ加入。2019年4月に契約満了が発表された。この発表前からJリーグのガンバ大阪、セレッソ大阪への移籍が噂されていたが、実現しなかった。結局、夏にオッドセンリーガエンのフローレSKへ移籍した。
2022年7月25日、栃木シティFCへ移籍。
2023年7月27日、古巣のブリスベン・ロアーFCへの移籍が栃木シティより発表された。8月3日にはブリスベン・ロアーもカレッティの復帰を発表した。
2025年1月2日、海外移籍を目指すため双方合意の下にブリスベン・ロアーとの契約を解除し退団。2日後の1月4日、J3リーグに昇格した栃木シティFCに再加入。Jリーグでのプレーは自身初となる。

## 代表歴
年代別代表ではオーストラリアを選択、2015年にはU-17代表の主将として2015 FIFA U-17ワールドカップに臨んだ。

## プレースタイル
体格は小さいが、積極的な中盤での競り合いとハードワークをする選手。ボールを持った時の落ち着きと急所を突くパスは、ブリズベン・ロアーの先輩であるマッシモ・マードッカに近い。

## 家族
父がイタリア系オーストラリア人で、母が日本人。